# Stanisław Milian
Stanisław Milian (ur. 12 kwietnia 1899 w Kleparowie, zm. 12 kwietnia 1967 w Poznaniu) – podpułkownik piechoty Wojska Polskiego, działacz niepodległościowy, kawaler Orderu Virtuti Militari.

## Życiorys
Urodził się 12 kwietnia 1899 w Kleparowie, w rodzinie Franciszka (murarza) i Marii z domu Piekut.
Jako uczeń gimnazjum wstąpił w połowie sierpnia 1914 roku do Związku Strzeleckiego. Następnie w Legionach Polskich, w których służył w 1 pułku piechoty (4 kompania w III batalionie) oraz 4 pułku piechoty (1 kompania karabinów maszynowych), awansując do stopnia sierżanta. Ranny w dniu 1 listopada 1914 roku. Po kryzysie przysięgowym (lipiec 1917 roku) został wcielony do armii austro-węgierskiej. Od listopada 1918 r. w odrodzonym Wojsku Polskim, brał udział w obronie Lwowa (od 18 listopada 1918 r.). Mianowany na stopień podporucznika z dniem 1 czerwca 1919 roku. W szeregach 4 pułku piechoty Legionów uczestniczył w wojnie polsko-bolszewickiej. Odznaczył się w walkach – zorganizował wypad na tyły nieprzyjaciela, w wyniku którego zdobył i przeprowadził na polską stronę trzy armaty wroga. Za ten czyn został odznaczony Krzyżem Srebrnym Orderu Virtuti Militari . Nadanie to zostało następnie potwierdzone dekretem Wodza Naczelnego marszałka Józefa Piłsudskiego L.11429 z 19 lutego 1922 roku (opublikowanym w Dzienniku Personalnym Ministerstwa Spraw Wojskowych Nr 10 z dnia 30 kwietnia 1922 roku). Ciężko ranny w dniu 20 września 1920 r. pod Hrubieszowem, dostał się do bolszewickiej niewoli, z której zbiegł. Uczestniczył w III powstaniu śląskim jako członek Grupy Destrukcyjnej Wawelberga. Po zakończeniu działań wojennych pozostał w Wojsku Polskim.
Na dzień 1 czerwca 1921 r. już w randze porucznika Stanisław Milian pełnił nadal służbę w 4 pułku piechoty Legionów. Dekretem Naczelnika Państwa i Wodza Naczelnego z dnia 3 maja 1922 r. (sygnatura: L. 19400/O.V.) został zweryfikowany w stopniu porucznika ze starszeństwem z dnia 1 czerwca 1919 r. i 169. lokatą w korpusie oficerów piechoty. Na mocy rozporządzenia prezydenta Rzeczypospolitej Stanisława Wojciechowskiego z dnia 31 marca 1924 roku został awansowany do stopnia kapitana ze starszeństwem z dniem 1 lipca 1923 roku i 120. lokatą w piechocie. Pozostając oficerem 4 pp Leg. zajmował w 1923 roku 157. lokatę wśród wszystkich poruczników piechoty, a w roku 1924 – 123. lokatę pośród kapitanów korpusu piechoty w swoim starszeństwie.  
Następnie przeniesiony do Korpusu Ochrony Pogranicza, gdzie w latach 1925–1927 zajmował stanowisko dowódcy kompanii w batalionie „Ostróg”. Dalszy etap jego kariery wojskowej to służba w poznańskim 58 pułku piechoty, podczas której w roku 1928 zajmował 118. lokatę wśród kapitanów piechoty w swym starszeństwie, a w roku 1930 – 112. lokatę w starszeństwie (była to zarazem 598. lokata łączna pośród kapitanów korpusu piechoty). Awansowany do rangi majora został ze starszeństwem z dniem 1 stycznia 1931 roku i 93. lokatą w korpusie oficerów piechoty. Zarządzeniem prezydenta Rzeczypospolitej Ignacego Mościckiego z dnia 6 czerwca 1931 roku został, za pracę w dziele odzyskania niepodległości, odznaczony Krzyżem Niepodległości. W roku 1932 pełnił już służbę w Szkole Podchorążych Piechoty w Ostrowi Mazowieckiej i zajmował w tym czasie 86. lokatę wśród majorów piechoty ze swego starszeństwa. Przez kolejne lata nadal służył w Szkole Podchorążych Piechoty zajmując na dzień 1 lipca 1933 roku 662. lokatę łączną wśród majorów piechoty, a na dzień 5 czerwca 1935 roku już 518. lokatę pośród wszystkich majorów korpusu piechoty (była to jednocześnie 80. lokata w swym starszeństwie).   
Awansowany do stopnia podpułkownika piechoty został ze starszeństwem z dniem 19 marca 1938 roku i 56. lokatą. W tym samym roku objął stanowisko zastępcy dowódcy 36 pułku piechoty. Na dzień 23 marca zajmował nadal 56. lokatę wśród podpułkowników piechoty w swoim starszeństwie i piastował funkcję I zastępcy dowódcy w 36 pułku piechoty Legii Akademickiej. 
We wrześniu 1939 roku dowodził 1 pułkiem piechoty Obrony Pragi. Do maja 1945 roku przebywał w niemieckiej niewoli – był jeńcem oflagów IV B Königstein i VII A Murnau. Po wyzwoleniu powrócił do Polski, pracował jako kierowca ciężarówki i inspektor bhp. Zmarł w Poznaniu i pochowany został na tamtejszym cmentarzu Junikowo (pole: 11, kwatera: A-12-6).

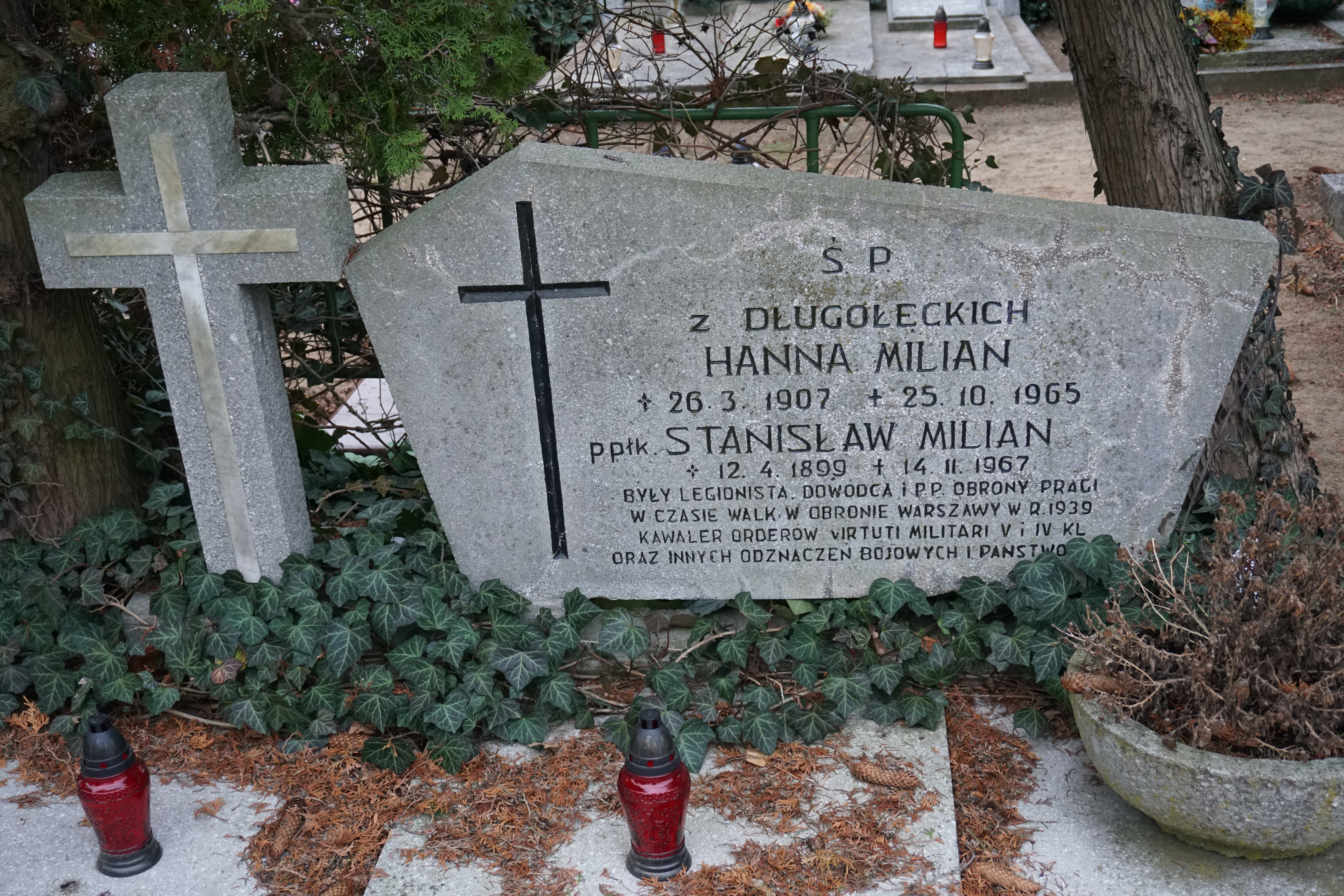
Grób ppłka Stanisława Miliana na Cmentarzu Junikowskim

## Życie prywatne
Stanisław Milian od 1930 roku był żonaty z Czesławą Karyszak, z którą mieli syna Jerzego. Jego żona została stracona przez Niemców w dniu 8 stycznia 1943 roku w poznańskim Forcie VII za przynależność do Związku Odwetu (wchodzącego w skład Kedywu Armii Krajowej).

## Awanse
- podporucznik – starszeństwo z dniem 1 czerwca 1919 r.
- porucznik – starszeństwo z dniem 1 czerwca 1919 r. (zweryfikowany w tym stopniu dekretem z dnia 3 maja 1922 r.)[6]
- kapitan – starszeństwo z dniem 1 lipca 1923 r.
- major – starszeństwo z dniem 1 stycznia 1931 r.
- podpułkownik – starszeństwo z dniem 19 marca 1938 r.

## Ordery i odznaczenia
- Krzyż Złoty Orderu Virtuti Militari nr 233[22][23]
- Krzyż Srebrny Orderu Virtuti Militari nr 2009[1][24]
- Krzyż Niepodległości – 6 czerwca 1931 „za pracę w dziele odzyskania niepodległości”[25][16]
- Krzyż Walecznych trzykrotnie[26][27]
- Złoty Krzyż Zasługi[19]
- Srebrny Krzyż Zasługi – 29 października 1926 „za zasługi położone około zabezpieczenia granic Państwa”[28][11]
- Krzyż na Śląskiej Wstędze Waleczności i Zasługi[26]
- Medal Pamiątkowy za Wojnę 1918–1921[26]
- Medal Dziesięciolecia Odzyskanej Niepodległości[26]